# Rutherford B. Hayes
Rutherford Birchard Hayes (født 4. oktober 1822, død 17. januar 1893) var USA's 19. præsident og bestred embedet fra 1877 til 1881.
Ved præsidentvalget i 1876 var Hayes' (der var guvernør i Ohio) demokratiske hovedmodstander New York-guvernøren Samuel Tilden. Sydstaterne Florida, Louisiana og South Carolina havde valgkomiteer, der var domineret af republikanerne, så selvom det indledningsvist tydede på en sejr til demokraten Samuel Tilden, endte Hayes med at vinde alle tre stater, fordi valgkomiteerne ugyldiggjorde adskillige stemmer pga. påstande om trusler og bedrageri. Da der ikke var nogle love, der bestemte, hvordan man afgjorde den slags tvivlstilfælde, blev der nedsat en kommission, der i starten bestod af fem senatorer, fem medlemmer af Repræsentanternes Hus og fem højesteretsdommere. Kommissionen bestod således af syv medlemmer af hvert parti, samt en erklæret upartisk højesteretsdommer. Da en dommer efterfølgende trak sig, fordi han blev valgt til senatet, blev han erstattet af en republikaner. I sidste ende valgte kommissionen således med stemmerne 8-7 at tildele sejren til Hayes.